# PAP
PAP je skraćenica engleske složenice Password Authentication Protocol (hrv. protokol za ovjeravanje autentičnosti zaporke) i rabi se za provjeru korisničnih računa bez rabljenja šifre u komunikacijskom protokolu PPP (Protokol za komunikaciju od točke do točke). PAP je nesiguran protokol za provjeru autentičnosti zaporki, jer šalje podatke o korisničim računima u čistom ASCII format. PAP se samo rabi u najkrajnijem slučaju ako udaljeni poslužitelj ili sistem ne podržava neke od protokola koji rabe šifrirani prijenos kao recimo EAP ili CHAP.